# AK Comics
AK Comics é uma editora baseada no Egito que publica histórias em quadrinhos de super-heróis, é a primeira grande produção do gênero no Oriente Médio. A empresa foi fundada pelo Dr. Ayman Kandeel, (daí a sigla); Waleed Al-Telbany é o diretor de arte e Sara Kareem é o editor do idioma Inglês.
AK Comics começou a publicar títulos mensais em fevereiro de 2004, e seus quadrinhos são produzidos em árabe e inglês.

## Super-heróis
Existem quatro super-heróis:
- Zein, um professor de filosofia e último de uma antiga linha de faraós. Ele vive na sua cidade de origem, que se assemelha ao Cairo, e utiliza a tecnologia antiga e superpoderes para acabar com os malfeitores.
- Aya, uma estudante de direito orientado para combater o crime quando a mãe é injustamente acusado de assassinar o pai. Ela não tem superpoderes próprios, mas luta por justiça e igualdade de gênero.
- Jalila, uma cientista do sexo feminino que aos 16 anos sobreviveu a uma explosão na usina nuclear de Dimodona (uma referência à planta nuclear de Dimona utilizado por Israel para construir seu arsenal nuclear), e ganhou super-poderes da radiação.
- Rakan, um guerreiro medieval que sobreviveu a uma invasão mongol da Mesopotâmia e foi criado por um Tigre-Dente-de-Sabre. Seu país é constantemente atacado pelos mongóis, turcos e cruzados. Através das técnicas de "Sabá" (sabedoria e paz), ele é um guerreiro invencível. Rakan mais conhecido inimigo é ChessMaster, criado por Felipe Ferreira e Rafael Albuquerque, da PopArt Comics.